# لاتاك (كيبك)
لاتاك، كيبك (بالإنجليزية: La Tuque)‏ هي مدينة كندية تقع في مقاطعة كيبك. تبلغ مساحة هذه المدينة 25104.5904 (كم²)، ويبلغ عدد سكانها 11821 نسمة حسب إحصاء سنة 2006 م، بينما كان يسكنها 12488 نسمة في سنة 2001 م. تحتل هذه المدينة المرتبة رقم 316 بين مدن كندا حسب عدد السكان والمرتبة رقم 81 في المقاطعة. النمو سكاني في هذه المدينة يقدر بـ(-5.3).

## أعلام
- قاي دوفور
- مود جورين
- فيليكس لوكلير
- مارتن فيليت

## وصلات خارجية
- الأطلس الحكومي لكندا
- إحصاءات كندا مع ساعة تعداد السكان